# 鳥取県道185号東郷湖線
鳥取県道185号東郷湖線（とっとりけんどう185ごう とうごうこせん）は、鳥取県東伯郡湯梨浜町を通る一般県道である。

## 概要
東伯郡湯梨浜町大字長和田から東伯郡湯梨浜町大字久留に至る。

### 路線データ
- 起点：鳥取県東伯郡湯梨浜町大字長和田（鳥取県道22号倉吉青谷線交点、鳥取県道501号倉吉東郷自転車道線上、鳥取県道503号赤碕東郷自転車道線終点）
- 終点：鳥取県東伯郡湯梨浜町大字久留（国道179号交点、鳥取県道234号東郷羽合線終点）

## 路線状況

### 重複区間
- 鳥取県道501号倉吉東郷自転車道線（東伯郡湯梨浜町大字長和田（起点） - 東伯郡湯梨浜町大字光吉）
- 鳥取県道503号赤碕東郷自転車道線（東伯郡湯梨浜町大字光吉）
- 鳥取県道234号東郷羽合線（東伯郡湯梨浜町大字光吉 - 東伯郡湯梨浜町大字久留（終点））

### 道路施設

#### 橋梁
- 長和田橋（羽衣石川、東伯郡湯梨浜町）
- 新門田橋（埴見川、東伯郡湯梨浜町）

## 地理

### 通過する自治体
- 鳥取県
  - 東伯郡湯梨浜町

### 交差する道路
| 交差する道路 | 交差する場所   | 交差する場所 |
| --- | -------------- | ------------ |
| 鳥取県道22号倉吉青谷線 鳥取県道51号倉吉川上青谷線 重複 鳥取県道501号倉吉東郷自転車道線 重複区間起点 鳥取県道503号赤碕東郷自転車道線 | 大字長和田     | 起点         |
| 鳥取県道199号上浅津田後線 | 大字はわい温泉 |              |
| 鳥取県道234号東郷羽合線 重複区間起点 鳥取県道503号赤碕東郷自転車道線 重複区間起点                                                   | 大字光吉       |              |
| 鳥取県道501号倉吉東郷自転車道線 重複区間終点 鳥取県道503号赤碕東郷自転車道線 重複区間終点                                           | 大字光吉       |              |
| 国道179号 鳥取県道234号東郷羽合線 重複区間終点                                                                                      | 大字久留       | 終点         |

### 沿線
- 東郷湖
- はわい温泉
- 鳥取県自動車運転免許試験場